# Julián Alejo López
Julián Alejo López (Avellaneda, 8 gennaio 2000) è un calciatore argentino, centrocampista del Tigre in prestito dal Defensa y Justicia.

## Caratteristiche tecniche
È un centrocampista centrale.

## Carriera

### Club
Cresciuto nelle giovanili del Racing Club, ha esordito in prima squadra l'8 ottobre 2018 in occasione del match di campionato pareggiato 2-2 contro il Boca Juniors.

## Statistiche

### Presenze e reti nei club
Statistiche aggiornate al 20 luglio 2025.
| Stagione                  | Squadra                   | Campionato                | Campionato | Campionato | Coppe nazionali | Coppe nazionali | Coppe nazionali | Coppe continentali | Coppe continentali | Coppe continentali | Altre coppe | Altre coppe | Altre coppe | Totale | Totale | Totale |
| Stagione                  | Squadra                   | Comp                      | Pres       | Reti       | Comp            | Pres            | Reti            | Comp               | Pres               | Reti               | Comp        | Pres        | Reti        | Pres   | Reti   |        |
| ------------------------- | ------------------------- | ------------------------- | ---------- | ---------- | --------------- | --------------- | --------------- | ------------------ | ------------------ | ------------------ | ----------- | ----------- | ----------- | ------ | ------ | ------ |
| 2018-2019                 | Racing Club               | PD                        | 7          | 0          | CA+CdL          | 0+1             | 0               | CS                 | 1                  | 0                  | -           | -           | -           | 9      | 0      |        |
| 2019-2020                 | Racing Club               | PD                        | 0          | 0          | CA+CM           | 0+3             | 0               | CL                 | 0                  | 0                  | -           | -           | -           | 3      | 0      |        |
| 2021                      | Racing Club               | PD                        | 5          | 0          | CA+CdL          | 0+4             | 0               | CL                 | 3                  | 0                  | -           | -           | -           | 12     | 0      |        |
| Totale Racing Club        | Totale Racing Club        | Totale Racing Club        | 12         | 0          |                 | 8               | 0               |                    | 4                  | 0                  |             | -           | -           | 24     | 0      |        |
| 2022                      | Ferro Carril Oeste        | PBN                       | 12         | 0          | CA              | 0               | 0               | -                  | -                  | -                  | -           | -           | -           | 12     | 0      |        |
| 2022                      | Defensa y Justicia        | PD                        | 16         | 0          | CA+CdL          | 1+0             | 0               | CS                 | -                  | -                  | -           | -           | -           | 16     | 0      |        |
| 2023                      | Defensa y Justicia        | PD                        | 22         | 0          | CA+CdL          | 6+11            | 0               | CS                 | 12                 | 2                  | -           | -           | -           | 51     | 2      |        |
| 2024                      | Defensa y Justicia        | PD                        | 13         | 0          | CA+CdL          | 1+15            | 0               | CS                 | 4                  | 0                  | -           | -           | -           | 33     | 0      |        |
| Totale Defensa y Justicia | Totale Defensa y Justicia | Totale Defensa y Justicia | 51         | 0          |                 | 34              | 0               |                    | 16                 | 2                  |             | -           | -           | 101    | 2      |        |
| 2025                      | Tigre                     | PD                        | 16         | 0          | CA              | 2               | 0               | -                  | -                  | -                  | -           | -           | -           | 18     | 0      |        |
| Totale carriera           | Totale carriera           | Totale carriera           | 91         | 0          |                 | 44              | 0               |                    | 20                 | 2                  |             | -           | -           | 155    | 2      |        |

### Cronologia presenze e reti in nazionale
| Cronologia completa delle presenze e delle reti in nazionale ― Argentina under 20 | Cronologia completa delle presenze e delle reti in nazionale ― Argentina under 20 | Cronologia completa delle presenze e delle reti in nazionale ― Argentina under 20 | Cronologia completa delle presenze e delle reti in nazionale ― Argentina under 20 | Cronologia completa delle presenze e delle reti in nazionale ― Argentina under 20 | Cronologia completa delle presenze e delle reti in nazionale ― Argentina under 20 | Cronologia completa delle presenze e delle reti in nazionale ― Argentina under 20 | Cronologia completa delle presenze e delle reti in nazionale ― Argentina under 20 |
| Data                                                                              | Città                                                                             | In casa                                                                           | Risultato                                                                         | Ospiti                                                                            | Competizione                                                                      | Reti                                                                              | Note                                                                              |
| --------------------------------------------------------------------------------- | --------------------------------------------------------------------------------- | --------------------------------------------------------------------------------- | --------------------------------------------------------------------------------- | --------------------------------------------------------------------------------- | --------------------------------------------------------------------------------- | --------------------------------------------------------------------------------- | --------------------------------------------------------------------------------- |
| 15-10-2018                                                                        | Ezeiza                                                                            | Argentina under 20                                                                | 1 – 1                                                                             | Ecuador under 20                                                                  | Amichevole                                                                        | 1                                                                                 |                                                                                   |
| 24-1-2019                                                                         | Curicó                                                                            | Uruguay under 20                                                                  | 0 – 1                                                                             | Argentina under 20                                                                | Sudamericano Sub-20 2019 - 1º turno                                               | -                                                                                 | 74’                                                                               |
| 26-1-2019                                                                         | Talca                                                                             | Argentina under 20                                                                | 1 – 0                                                                             | Perù under 20                                                                     | Sudamericano Sub-20 2019 - 1º turno                                               | -                                                                                 | 90+6’                                                                             |
| 1-2-2019                                                                          | Rancagua                                                                          | Argentina under 20                                                                | 1 – 0                                                                             | Colombia under 20                                                                 | Sudamericano Sub-20 2019 - 1º turno                                               | -                                                                                 | 73’ 91’                                                                           |
| 7-2-2019                                                                          | Rancagua                                                                          | Argentina under 20                                                                | 2 – 1                                                                             | Uruguay under 20                                                                  | Sudamericano Sub-20 2019 - 1º turno                                               | -                                                                                 | 74’                                                                               |
| Totale                                                                            |                                                                                   | Presenze                                                                          | 5                                                                                 |                                                                                   | Reti                                                                              | 1                                                                                 |                                                                                   |

## Palmarès

### Competizioni nazionali
- Campionato argentino: 1

Racing Club: 2018-2019